# Notozomus jacquelinae
 (mars 2023).
Si vous disposez d'ouvrages ou d'articles de référence ou si vous connaissez des sites web de qualité traitant du thème abordé ici, merci de compléter l'article en donnant les références utiles à sa vérifiabilité et en les liant à la section « Notes et références ».
Espèce
Notozomus jacquelinae est une espèce de schizomides de la famille des Hubbardiidae.

## Distribution
Cette espèce est endémique du Queensland en Australie,. Elle se rencontre sur le mont Abbot.

## Description
Le mâle holotype mesure 4,40 mm et la femelle paratype 4,50 mm.

## Étymologie
Cette espèce est nommée en l'honneur de Jacqueline Heurtault.

## Publication originale
- Harvey, 2000 : A review of the Australian schizomid genus Notozomus (Hubbardiidae). Memoirs of the Queensland Museum, vol. 46, no 1, p. 161-174 (texte intégral).